# Eulogio Ortiz
El General Eulogio Ortiz Reyes fue un militar mexicano que participó en la Revolución mexicana.

## Biografía
Nació en Villa Matamoros, Chihuahua, en 1889. Combatió primero al lado del ejército constitucionalista, sin embargo siempre fue partidario del villismo, adhiriéndose a él inmediatamente. Participó en la Batalla de Zacatecas. Al triunfo del Plan de Agua Prieta se adhirió a este y participó en las campañas obregonistas. Alcanzó el grado de General de División en 1929, combatiendo en la Guerra Cristera, donde se cuenta que fusiló a uno de sus soldados por llevar un escapulario en su pecho. Eulogio Ortiz llegó a ser uno de los principales generales del Ejército Mexicano en esta guerra junto con Espiridión Rodríguez, Saturnino Cedillo, Lázaro Cárdenas del Río, Manuel Ávila Camacho, Maximino Ávila Camacho y Genovevo de la O. Fue comandante de la 21.ª Zona Militar y jefe de operaciones en varias entidades del país. Algunos aseguran que participó fuertemente en los crímenes de Topilejo.
También se le atribuye el fusilamiento de Valentín de la Sierra durante la Cristiada, y durante el reparto de tierras, el general Lázaro Cárdenas le expropió una Hacienda en a región Lagunera, dicen que exclam: “ La Revolución me la dio, la Recolucion me la quita" a lo que Cárdenas contesto: "se lo dejo de tarea."
No obstante está considerado como héroe, en Guadalajara hay una calle con su nombre

## Muerte
Ortiz fue atropellado por un "Jeep", manejado por un inspector de la campaña contra la fiebre aftosa, siendo Jefe de la Zona Militar de Querétaro, a cuyas consecuencias murió, el 10 de abril de 1947. Fue sepultado en Chihuahua.